# Nikita Pankevich
Nikita Andreyevich Pankevich (tiếng Nga: Никита Андреевич Панькевич; sinh ngày 21 tháng 8 năm 1995) là một cầu thủ bóng đá người Nga thi đấu cho SFC CRFSO Smolensk.

## Sự nghiệp câu lạc bộ
Anh ra mắt chuyên nghiệp tại Giải bóng đá chuyên nghiệp quốc gia Nga cho FC Chertanovo Moskva vào ngày 18 tháng 7 năm 2014 trong trận đấu với FC Ryazan.